# Calycopis xeneta
Espèce
Calycopis xeneta est un papillon de la famille des Lycaenidae, de la sous-famille des Theclinae et du genre Calycopis.

## Dénomination
Calycopis xeneta a été décrit par William Chapman Hewitson en 1877 sous les noms initiaux de Thecla xeneta et Thecla amplia.
Synonymes : Calycopis amplia ; Field, 1967.

### Nom vernaculaire
Calycopis xeneta se nomme Brilliant Groundstreak en anglais.

## Description
Calycopis xeneta est un petit papillon aux pattes et aux antennes cerclés de blanc et noir, avec deux fines queues à chaque aile postérieure. Le dessus de couleur bleu brillant, presque violet aux ailes postérieures est bordé de beige foncé.
Le revers présente un abdomen blanc et des ailes beige foncé avec aux ailes postérieures trois gros ocelles marron dont un en position anale, surmontés de demi-cercles marron bordés de blanc.

## Écologie et distribution
Calycopis xeneta réside à Panama, au Nicaragua, au Costa Rica, en Colombie, au Surinam, en Guyana et en Guyane,.

### Protection
Pas de statut de protection particulier.